# Las cosas que no me espero
«Le cose che non mi aspetto» (en español: «Las cosas que no me espero»), es una canción grabada por la cantante italiana Laura Pausini y producida por su esposo y guitarrista Paolo Carta, la canción en italiano («Le cose che non mi aspetto»), fue el quinto sencillo del álbum Inédito, lanzada exclusivamente para Italia.
La canción fue grabada en español, en versión solitario. En octubre de 2012, se publicó Inédito Special Edition y con ella, se regrabo la canción, esta vez con el cantante venezolano Carlos Baute, y fue el cuarto y último sencillo para Latinoamérica y España de Inédito.
Después del lanzamiento de Inedito Special Edition el 27 de noviembre de 2012, «Le cose che non mi aspetto» fue relanzado como sencillo en Europa y Brasil.

## Letra
Según Pausini, la canción es un "gracias" a todos sus fanes de todo el mundo, que siempre le da el apoyo que necesita para continuar.

«"Es mi declaración de amor a los que me siguen, me respetan, me abrazan, mientras no me doy cuenta: mis fans, a los que no puedo hacer nada más que simplemente decir siempre, gracias. Cada vez que se abre el telón me hacen sentir como una mujer feliz y afortunada. Se trata de una versión actualizada de la canción «Las cosas que vives», que dediqué hace años a mi mejor amigo y al público y que hoy habla de la relación que tengo con la gente que me trajeron aquí, gente honesta y fiel. Muchos de ellos nunca me han dejado sola, no han permitido que yo me sienta abatida o desalentada, me han abrazado sin tocarme. A veces lo que realmente hacen cosas que nunca esperé, gestos tan llenos de amor que son más que una canción. Pero esto es lo que puedo hacer y es por eso que he decidido darle a ellos esta canción. Es muy poco comparado con lo que me están dando, pero espero que puedan aceptarlo como un regalo de mi parte".»
Laura Pausini

## Vídeo
El vídeo (en italiano y español), fue dirigido por Salvatore Billeci y se grabó el 9 de mayo de 2012 en Berlín (Alemania).
El videoclip fue realizado con una murales gráficos en movimiento y la inclusión de la palabra Grazie [en español Gracias], que se repite en diferentes idiomas, para enfatizar el amor y la gratitud que el cantante trata de fans que la siguen a todas partes del mundo.
El vídeo se presenta en el idioma italiano por primera vez el 26 de mayo de 2012 en el Arena de Verona durante la ceremonia de entrega de los Wind Music Awards 2012 y se pone a disposición el 13 de junio de 2012 en el sitio web del diario Corriere della Sera y el 18 de junio de 2012 en todos los canales musicales. También creó la realización del vídeo y está disponible en el canal YouTube de Warner Music Italia. El vídeo en español (a dúo), se pone a disposición el 27 de noviembre de 2012 en el canal de YouTube de Warner Music Italia.

## Lista de canciones
- Digital download – Versión italiana

1. "Le cose che non mi aspetto" – 3:45

- Digital download – Versión española

1. "Las cosas que no me espero" (feat. Carlos Baute) – 3:44

## Personal
| Créditos musicales - Niccolò Agliardi – compositor - Emiliano Bassi – batería, percusión - Matteo Bassi – bajo - Paolo Carta – guitarra, programación de computador - Luca Chiaravalli – coros, programación adicional, compositor - Laura Pausini – voz, coros, compositor - Bruno Zucchetti – piano, hammond, teclados, programación de computadoras | Créditos de producción - Renato Cantele – ingeniero - Paolo Carta – productor, arreglos, ingeniero - Luca Chiaravalli – preproducción - Nicola Fantozzi – asistente - Fabrizio Pausini – gerente de estudio - Laura Pausini – productor |

## Posicionamiento en las listas musicales
| Lista (2013)                                         | Mejor posición |
| ---------------------------------------------------- | -------------- |
| España (Top 50 canciones)                            | 41             |
| España (Top 50 Radio)                                | 39             |
| Italia (Federación de la Industria Musical Italiana) | 35             |
| Panamá (American Top 100)                            | 23             |
| Venezuela Venezuela Top 100 (Radio informe)          | 1              |

## Historial de versiones
| Región | Fecha                 | Versión                           | Formato                   |
| ------ | --------------------- | --------------------------------- | ------------------------- |
| Italy  | 25 de mayo de 2012    | Versión italiana (sólo versión)   | Ariplay                   |
| Spain  | 30 de octubre de 2012 | Versión española con Carlos Baute | Airplay, Descarga digital |